# Roma Maffia
Roma Maffia (* 31. Mai 1958 in New York City) ist eine US-amerikanische Schauspielerin.

## Karriere
Maffia begann ihre Laufbahn am Theater. Anfang der 1980er Jahre spielte sie in einigen kleineren Fernsehproduktionen. 1994 hatte Maffia ihren ersten Kinoauftritt in Ron Howards Schlagzeilen. Obwohl sie bis heute in einigen Hollywood-Produktionen mitwirkte, ist Roma Maffia durch ihre Rollen in den Fernsehserien Chicago Hope, Profiler und Nip/Tuck bekannt geworden.

## Filmographie
- 1994: Schlagzeilen (The Paper)
- 1994: Enthüllung (Disclosure)
- 1994–1995: Chicago Hope – Endstation Hoffnung (Chicago Hope, Fernsehserie, 6 Folgen)
- 1995: Gegen die Zeit (Nick of Time)
- 1996: Eraser
- 1996–2000: Profiler (Fernsehserie, 83 Folgen)
- 1997: … denn zum Küssen sind sie da (Kiss the Girl)
- 1999: Doppelmord (Double Jeopardy)
- 2000: Gefühle, die man sieht – Things You Can Tell (Things You Can Tell Just by Looking at Her)
- 2001: Ich bin Sam (I am Sam)
- 2002: Die Sopranos (The Sopranos, Fernsehserie, Folge 4x03)
- 2003: Das Geheimnis von Green Lake (Holes)
- 2003–2006: Law & Order (Fernsehserie, 14-10 Perfekte Empfängnis, 15-02 Club der trauernden Witwen, 16-16 Geld für Liebe und Leben als ‚Vanessa Galiano‘)
- 2003–2010: Nip/Tuck – Schönheit hat ihren Preis (Nip/Tuck, Fernsehserie, 83 Folgen)
- 2007–2008: Boston Legal (Fernsehserie, 9 Folgen)
- 2009: Criminal Minds (Fernsehserie, eine Folge)
- 2012–2013: Grey’s Anatomy (Fernsehserie, 4 Folgen)
- 2013: Navy CIS (NCIS, Fernsehserie, Staffel 11, Folge 3)
- 2013: The Call – Leg nicht auf! (The Call)
- 2013–2017: Pretty Little Liars (Fernsehserie, 19 Folgen)
- 2015: Safelight
- 2018: Bull (Fernsehserie, Folge 2x15)
- 2020: High Maintenance (Fernsehserie, 2 Folgen)
- 2020–2021: Billions (Fernsehserie, 5 Folgen)
- 2022: Measure of Revenge